# Boris Kagarlitski
Boris Kagarlitski (rus: Борис Юльевич Кагарлицкий)  (Moscou, 29 d'agost de 1958) és un teòric i sociòleg marxista rus que s'ha destacat com a dissident polític a l'antiga Unió Soviètica i a la Federació Russa. És associat del Transnational Institute. Kagarlitski és el director de l'Institut d'Estudis de Globalització i Moviments Socials (IGSO) i editor en cap de la revista trimestral Levaya Politika a Moscou. Kagarliski acull un canal de YouTube, Rabkor, associat al seu diari en línia del mateix nom.

## Trajectòria
A la dècada del 1970, va estudiar crítica teatral a l'Institut Estatal d'Art Teatral (GITIS), abans de ser-ne expulsat per activitats dissidents el 1980. La seva direcció de la revista samizdat Levy Povorot de 1978 a 1982, i les seves contribucions a la revista samizdat Varianty durant el mateix període, van comportar la seva detenció per activitats «antisoviètiques» el 1982. Va ser indultat i alliberat el 1983.
El 1988, després de l'ascens de Mikhaïl Gorbatxov i la Perestroika, se li va permetre reprendre els seus estudis al GITIS, graduant-se el mateix any. El 1990 va ser elegit membre del Soviet de la ciutat de Moscou.
Va ser cofundador del Partit Laborista l'octubre de 1992. L'octubre de l'any següent va ser detingut, juntament amb dos membres més del seu partit, per la seva oposició al president Boris Ieltsin durant la crisi constitucional de setembre-octubre, però va ser alliberat l'endemà després de les protestes internacionals. El seu treball i el Soviet de la ciutat de Moscou van ser abolits sota la nova constitució de Ieltsin.
De 1994 a 2002 va ser investigador a l'Institut d'Estudis Polítics Comparats de l'Acadèmia de Ciències Russa (ISPRAN). Va rebre el títol de doctor per la tesi, «Accions col·lectives i polítiques laborals a Rússia als anys 1990», l'any 1995, i ha estat professor a la Universitat Estatal de Moscou.
El 2022 Kagarlitski va ser designat «agent estranger» per les autoritats russes. El 25 de juliol de 2023, el Servei Federal de Seguretat de Rússia va obrir un cas penal contra Kagarlitski. Va ser detingut acusat de «justificar el terrorisme» el 26 de juliol de 2023 com a part d'una onada repressiva més àmplia contra els crítics amb la invasió russa d'Ucraïna del 2022. El desembre de 2023 se li va cobrar una multa de 600.000 rubles per aquesta acusació. El febrer de 2024 va ser condemnat a 5 anys de presó